# Ред и закон: Одељење за специјалне жртве (16. сезона)
Шеснаеста сезона серије Ред и закон: Одељење за специјалне жртве је премијерно емитована на каналу НБЦ од 24. септембра 2014. године до 20. маја 2015. године и броји 23 епизоде.

## Продукција
Ред и закон: Одељење за специјалне жртве је обновљен за шеснаесту сезону 7. маја 2014. од стране НБЦ-а, а премијерно је приказана 24. септембра 2014. године. Снимање сезоне је почело 22. маја снимањем прве епизоде под називом „Девојке су нестале“, завршене почетком јуна. Друга епизода је такође завршена током јуна, а трећа заказана епизода је одложена до паузе у продукцији како би се глумци и екипа одморили.
Извршни продуцент Ворен Лејт открио је да ће почетак шеснаесте сезоне пратити догађаје из краја претходне сезоне, а детектив Ник Амаро (Дени Пино) „послат је у Квинс да регулише саобраћај“. Пре завршетка петнаесте сезоне и отуда неговања бебе Ное Портера од стране нареднице Оливије Бенсон (Мариска Харгитеј), Раул Еспарза (Рафаел Барба) је открио да се „Бенсоновој дешава веома велики догађај који ће јој променити живот, што мислим да ће трајати неко време... можда ће донети неке изборе који ће јој заиста променити живот."
Председник НБЦ-а Роберт Гринблат најавио је да би Чикашки СУП, Чикашки пламен и Ред и закон: Одељење за специјалне жртве могли да наставе да имају унакрсне епизоде током сезоне 2014–15. Епизода под називом „Чикашко укрштање“ емитована је 12. новембра 2014 као део укрштања Чикашког СУП-а, Чикашког пламена и ОСЖ-а. Поред тога, епизода под насловом „Верник у снове“ послужила је као друга унакрсна епизода са три горе поменуте серије.

## Улоге

### Главне
- Мариска Харгитеј као Оливија Бенсон
- Дени Пино као Ник Амаро
- Кели Гидиш као Аманда Ролинс
- Ајс Ти као Фин Тутуола
- Питер Сканавино као Доминик Кариси мл. (Епизоде 5-23)
- Раул Еспарза као ПОТ Рафаел Барба

### Епизодне
- Ден Флорек као Дон Крејген (Епизода 21)
- Тамара Тјуни као др. Мелинда Ворнер (Епизоде 15, 21)
- Питер Сканавино као Доминик Кариси мл. (Епизоде 1-3)

## Епизоде
| Бр. у серији | Бр. у сезони | Наслов                        | Редитељ          | Сценариста | Премијерно емитовање | Прод. код | Гледаоци у САД-у (милиони) |
| --- | ------------ | ----------------------------- | ---------------- | --- | -------------------- | --------- | -------------------------- |
| 344 | 1            | "Девојке су нестале (3. део)" | Алекс Чепл       | Синопсис: Боберт Брукс Кохен и Кевин Фокс Сценарио: Ворен Лајт и Џули Мартин                                   | 24. септембар 2014.  | 1601      | 10.07                      |
| Детектив Амаро који сада ради као полицајац у Квинсу хапси малолетну проститутку која открива да је била сведокиња убиства Ели Портер, мајке усвојеног сина нареднице Бенсона Ное. Бенсонова тражи од Амара да иде на тајни задатак што покреће низ догађаја који све умешане стављају у опасност – па и бебу Ноу. У међувремену, Бенсонова упознаје новог детектива са одељењем, детектива Карисија који лоше започиње рад. |              |                               |                  | |                      |           |                            |
| 345 | 2            | "Америчка немилост"           | Артур В. Форни   | Ворен Лајт и Џули Мартин                                                                                       | 1. октобар 2014.     | 1602      | 7.73                       |
| Представница за штампу линије одеће "Орион Беј" Карла Кенон говори новинарима да ју је силовала кошаркашка звезда Шакир „Ајкула“ Вилкинс. Међутим, Кариси доводи у питање веродостојност њене приче и приче других жена и доводи ПОТ Барбу у тежак случај. Како суђење почиње, случај почиње да се распада и открива се више од породичних тајни власника милијардера "Орион Беја" Ориона Бауера и његове ћерке. |              |                               |                  | |                      |           |                            |
| 346 | 3            | "Продуцентов програм"         | Мајкл Пресмен    | Синопсис: Џил Ебинати и Брајана Јелен Сценарио: Ворен Лајт и Џули Мартин                                       | 8. октобар 2014.     | 1603      | 7.55                       |
| Амаро се јавља на место саобраћајне несреће где холивудска старлета Тенсли Еванс покушава да мува како би се извукла из невоље. Амару уобичајено поступање омогућава повратак у ОСЖ баш на време да истражи Еванса за законско силовање 15-годишњег дечака. Док Барба наставља са суђењем за силовање, Бенсонова почиње да сумња у основне проблеме који су довели до Евансових поступака што доводи екипу до продуцента који има забрињавајућу прошлост. |              |                               |                  | |                      |           |                            |
| 347 | 4            | "Холденов проглас"            | Џин де Сегонзек  | Синопсис: Џули Мартин и Ворен Лајт Сценарио: Кевин Фокс                                                        | 15. октобар 2014.    | 1604      | 7.16                       |
| Холден Марч, заљубљени друштвено незгодан младић, почиње да се свети женама за које верује да су му нанеле неправду што је убрзо прерасло у убиство. Када су детективи Амаро и Ролинсова пронашли Холдена са таоцима у месној школи, убрзо су сазнали колико очајан човек може бити опасан. У међувремену, Бенсонова се носи са притиском новоименованог заменика начелника Вилијама Додса док је Ноа у болници. |              |                               |                  | |                      |           |                            |
| 348 | 5            | "Реквијем порно звезде"       | Џенифер Гецинџер | Синопсис: Роберт Брукс Кохен и Селин К. Робинсон Сценарио: Кевин Фокс и Џули Мартин                            | 22. октобар 2014.    | 1605      | 7.19                       |
| Иви Барнс се јавља на оглас за манекенке у нади да ће зарадити новац за школарину, али се све брзо претворило у порнографију. Када су студенти открили њен двоструки живот, набацују јој се на журци што је довело до њиховим хапшења због силовања. Иако се не суди њој, Бенсонова и Барба се боре да докажу њену невиност у судници. |              |                               |                  | |                      |           |                            |
| 349 | 6            | "Глазговчанинов гнев"         | Џин де Сегонзек  | Синопсис Џил Ебинати и Брајана Јелен Сценарио: Џули Мартин и Ворен Лајт                                        | 5. новембар 2014.    | 1606      | 7.00                       |
| Када су приче о духовима дадиље довеле до нестанка две девојчице, а треће једне тешко повређене, Бенсонова и детективи ОСЖ-араде на проналажењу осумњиченог и дешифровању чињенице из фикције. |              |                               |                  | |                      |           |                            |
| 350 | 7            | "Чикашко укрштање"            | Стив Шил         | Синопсис: Ед Зукерман Сценарио: Дик Волф и Ворен Лајт                                                          | 12. новембар 2014.   | 1607      | 10.01                      |
| Бенсонова и ОСЖ добијају нови траг о несталој жртви дечје порнографије од наредника Хенка Војта из полицијске управе Чикага. Када су ствари постале личне за детективку чикашког СУП-а Ерин Линдзи, она и њен ортак Џеј Халстед путују у Њујорк да помогну у истрази. |              |                               |                  | |                      |           |                            |
| 351 | 8            | "Супругина повластица"        | Шарат Раџу       | Синопсис: Џули Мартин и Саманта Корбин-Милер Сценарио: Ворен Лајт и Џули Мартин                                | 19. новембар 2014.   | 1608      | 7.93                       |
| Детектив Тутуола открива снимке сигурносних камера домаће свађе између познатог спортисте и његове девојке. Док Фин и Бенсонова урањају у живот пара, Барба покушава да убеди жену да подигне тужбу. |              |                               |                  | |                      |           |                            |
| 352 | 9            | "Образац седамнаест"          | Марта Мичел      | Кевин Фокс | 10. децембар 2014.   | 1609      | 6.90                       |
| Када је нападнут низ младих девојака, Ролинсова повезује образац са случајевима на којима је радила у Атланти, али открива да ниједан од прегледа због силовања није спроведен. Кад се вратила у Атланту да разговарае жртву за коју се верује да ју је напао осумњичени, имала је незгодан поновни сусрет са својим бившим шефом, замеником начелника атлантанског СУП-а Чарлсом Патоном. Док детективи повезују образац са другим градовима са неспроведеним прегледом због силовања, Бенсонова се суочава са надзором у Растат-у од стране заменика начелника Додса и њујоршке полиције. |              |                               |                  | |                      |           |                            |
| 353 | 10           | "Опроштај Ролинсове"          | Мајкл Словис     | Џули Мартин и Ворен Лајт                                                                                       | 7. јануар 2015.      | 1610      | 7.76                       |
| Заменик начелника атлантанског СУП-а Патон и његова нова детективка Рис Тејмор посећују Њујорк због скупа о сексуалним злочинима. После скупа, Тејморова пријављује да је силована у хотелској соби, што је довело до тога да Бенсонова и ОСЖ испитају њене сараднике из атлантанског СУП-а. Када је Ролинсова открила личну везу са Тејморовом, Барба тражи њену помоћ на суду, што ју је приморало да открије тајну коју је напорно скривала. |              |                               |                  | |                      |           |                            |
| 354 | 11           | "Агент провокатор"            | Алекс Чпел       | Саманта Корбин-Милер                                                                                           | 14. јануар 2015.     | 1611      | 6.68                       |
| Млада жена искрала се да присуствује забави са својом симпатијом, славним Скотом Русом. Ствари се крећу нагоре када је пубертетлијка пронађу сексуално злостављана и остављена да умре у једној уличици. Русо и његов менаџер су постали осумњичени када је нестао безбедносни снимак са журке, али се појавио на интернет-страници за трачеве. Када је извршни директор интернет-странице одбио да преда снимак екипи, Барба се бори да дође до истине тако што је ухапсио човека због скривања доказа. |              |                               |                  | |                      |           |                            |
| 355 | 12           | "Очаравајући отац"            | Мариска Харгитеј | Синопсис: Питер Блонер Сценарио: Питер Блонер и Ворен Лајт                                                     | 21. јануар 2015.     | 1612      | 6.77                       |
| Амаров отац Николас позива своју отуђену породицу на венчање са 28-годишњом женом. Када је Амаро одбио позив, на свадби избија туча због чега је Николас ухапшен због напада. Амаро и екипа ОСЖ-а су уплетени у истрагу, а БУК прати Амарову умешаност. Барба преузима случај и захтева од Амара да буде сведок што га приморава да открије породичне тајне и суочи се са могућношћу да распарча своју породицу. |              |                               |                  | |                      |           |                            |
| 356 | 13           | "Распад скрупула"             | Мајкл Пресмен    | Кевин Фокс и Брајана Јелен                                                                                     | 4. фебруар 2015.     | 1613      | 6.20                       |
| Бенсонова и Ролинсова помажу жртви силовања пронађеној са поцепаном одећом која тврди да је силована у купатилу пицерије. Са кривичним досијеом и нерешеном тужбом против њујоршке полиције, испостави фале докази па је осумњичени пуштен. Бесан, Џенин отац води сопствену истрагу која би могла да промени животе породице и отежа посао ОСЖ-у. |              |                               |                  | |                      |           |                            |
| 357 | 14           | "Игра застрашивања"           | Џин де Сегонзак  | Синопсис: Роберт Брукс Кохен и Селин К. Робинсон Сценарио: Џули Мартин, Роберт Брукс Кохен и Селин К. Робинсон | 11. фебруар 2015.    | 1614      | 6.12                       |
| Програмерка видео игрица Рејна Панџаби није обраћала пажњу на упозорења у вез иинтернет-грабљиваца како стиже датум изласка њене игрице. Када је жена запослена убрзо нападнута на скупу о игрицама, детективи траже од Панџабијеве да заустави пуштање игрице. Када је она то одбила, Фин и ОСЖ морају да се тркају са временом како би је заштили од технички вештих грабљиваца који желе да истерају Панџабијеву из света игрица. |              |                               |                  | |                      |           |                            |
| 358 | 15           | "Мајка на тајном задатку"     | Стив Шил         | Ворен Лајт и Џули Мартин                                                                                       | 18. фебруар 2015.    | 1615      | 6.45                       |
| Док је био на тајном задатку да уништи ланац трговине сексом, Кариси наилази на Марту Торнхил. Она објашњава да се маскирала у госпођу у организацији како би покушала да пронађе и спаси своју ћерку Аријел која је отета. Она на крају одустаје да ради сама и тражи од ОСЖ-а да јој помогне. Као екипа, они покушавају да разбију макроа и његове људе док се Аријел и даље води као нестала и откривају да можда имају неку помоћ изнутра од старог пријатеља. У међувремену, др. Ворнер открива да је макро Ноин отац и упозорава Бенсонову. |              |                               |                  | |                      |           |                            |
| 359 | 16           | "Децембарска краткодневница"  | Шарат Раџу       | Ед Зукерман | 25. фебруар 2015.    | 1616      | 7.72                       |
| Волтер Бригс, славни писац, нашао се у сред свађе између своје шесте жене Шармејн и ћерке због свог благостања изазваног оптужбом да је Шармејн сексуално злостављала свог мужа дајући му лекове за еректилну дисфункционалност без његовог знања. Када је Волтер примљен у болницу због срчаног удара, Шармајн га је извела из болнице против лекарског савета пре него што су стигли да спровду било какве претраге. Накнадни срчани удар узроковао је Волтерову смрт што је навело Барбу да настави са оптужбама за убиство из нехата против Шармејн. Током суђења, пуштена је видео трака коју је Волтер снимио пре деменције, откривајући његова осећања и жеље према породици. У међувремену, Барба се бори са својом одлуком да своју баку смести у старачки дом.                                                                                |              |                               |                  | |                      |           |                            |
| 360 | 17           | "Кршење условне слободе"      | Џин де Сегонзек  | Џил Ебинати | 25. март 2015.       | 1617      | 5.92                       |
| Царисијева сестра се припрема за порођај са својим вереником Томијем, али догађаји крећу по злу када се Томи вратио старим навикама и оптужи своју службеницу за условну слободу за силовање. Уз помоћ Бенсонове и детектива, Кариси истражује Томијеве наводе, али Барба се суочава са тешком битком убеђујући пороту да жена може да силује мушкарца. |              |                               |                  | |                      |           |                            |
| 361 | 18           | "Разорна прича"               | Мајкл Словис     | Саманта Корбин-Милер                                                                                           | 1. април 2015.       | 1618      | 6.25                       |
| Скип Питерсон, телевизијски водитељ, емитује интервју са Хедер Менинг, студенткињом која тврди да је групно силована у кући братства. Менингина прича шири се као епидемија и случај се брзо претворио у, како је речено, недоумицу уз притисак на ОСЖ да отвори праву истрагу. Недостатак прегледа због силовања, дрхтавице жртве и различит број осумњичених доводе до одбацивања случаја. |              |                               |                  | |                      |           |                            |
| 362 | 19           | "Јачање имунитета"            | Холи Дејл        | Синопсис: Брајана Јелена и А. Зел Вилијамс Сценарио: Џули Мартин и Ворен Лајт                                  | 8. април 2015.       | 1619      | 7.31                       |
| Порнографске слике Саване Бил брзо су се прошириле као епидемија у средњој школи "Трибека" након сексуалне забаве малолетника. Епидемија морбила зауставља Барбине покушаје да ухапси осумњичене, а Бенсонову погађа стварност када се Ноа разболео. Док се бавила Ноиним стањем, Бенсонова истражује скупину мајки које су лагале о картонима своје деце. У међувремену, Амаро сазнаје забрињавајуће вести о свом сину. |              |                               |                  | |                      |           |                            |
| 363 | 20           | "Верник у снове"              | Марта Мичел      | Синопсис: Џули Мартин и Ед Зукерман Сценарио: Ворен Лајт и Мет Олмстед                                         | 29. април 2015.      | 1620      | 9.28                       |
| Бенсонова и наредник Војт из Чикашког СУП-а предводе своје екипе у истрази случаја силовања и убиства који је застрашујуће сличан случају из Њујорка пре једне деценије. Док трагају за осумњиченим, један члан чикашке екипе је отет што је повећало задатак ОСЖ-а да помогне Војтовој екипи да пронађе човека. |              |                               |                  | |                      |           |                            |
| 364 | 21           | "Настрана правда"             | Алекс Чепл       | Синопсис: Роберт Брукс Кохен и Селин К. Робинсон Сценарио: Ворен Лајт и Џули Мартин                            | 6. мај 2015.         | 1621      | 6.11                       |
| Бајард Елис тражи од екипе ОСЖ-а да поново отвори истрагу човека који је осуђен за родоскрнављење и силовање када је његова ћерка, излечена наркоманка, повукла првобитни исказ тврдећи да је то све лаж коју ју је мајка натерала да изговори на суду. Када је првобитни захтев за поништење оптужби одбијен, екипа се обратила капетану у пензији Крејгену ради увида у случај и откривања доказа који никада нису представљени током првобитног суђења. |              |                               |                  | |                      |           |                            |
| 365 | 22           | "Родитељски кошмар"           | Џин де Сегонзек  | Кевин Фокс и Брендан Фини                                                                                      | 13. мај 2015.        | 1622      | 6.82                       |
| Овен Фархиди, 8-годишњи дечак, отет је у школи. Када је примила захтев за откупнином, Овенова мајка Дејна се обратила ОСЖ-у за помоћ. Амаро ради са мајком и њеним бившим мужем Семом јер снимак показује да је жртва познавала свог отмичара. Напетост између отуђеног пара прети истрази све док Бенсонова и Амаро нису убедили једног супружника да се окрене против другог. У међувремену, притисак секретаријата унутрашњих послова за надређеног ОСЖ-а наводи Бенсонову да размисли о полагању испита за поручника. |              |                               |                  | |                      |           |                            |
| 366 | 23           | "Предаја Ное"                 | Мајкл Словис     | Џули Мартин и Ворен Лајт                                                                                       | 20. мај 2015.        | 1623      | 6.96                       |
| Када је изразио занимање за полагање предстојећег испита за наредника, Амаро сазнаје од Бенсонове да секретаријат унутрашњих послова не жели да га унапреди јер сматрају да је „оштећена роба“ због његове умешаности у неколико прошлих догађаја. Пошто је случај Џонија Д коначно доспео на суд, Бенсонова иде против Барбиног савета откривајући да је Џони Ноин отац, угрожавајући завршну фазу усвајања. Прекид током суђења даје Џонију прилику да зграби пиштољ једног службеника, убије једног судског службеника и рани Амара, судију и још једног официра, али Амаро узвраћа ватру и убија га. Схвативши да је мало вероватно да ће напредовати у њујоршкој полицији и да би одељење могло да искористи његове повреде да га примора на превремену пензију, Амаро даје отказ и сели се у Калифорнију како би могао да буде ближе својој деци. |              |                               |                  | |                      |           |                            |